# Evropské hry
Evropské hry jsou oblastní mezinárodní sportovní soutěže, pořádané Evropským olympijským výborem pod patronátem MOV, o kterém bylo rozhodnuto na svém 41. Valném shromáždění v Římě dne 8. prosince 2012. Konají se od roku 2015 každý 4. rok. Jediným uchazečem o pořádání prvního ročníku bylo Baku, hlavní město Ázerbájdžánu.
Další ročník se měl konat roku 2019 v Nizozemsku, ale to se v roce 2015 pořádání z finančních důvodů vzdalo. Hostil je proto běloruský Minsk.
Pro rok 2023 se pořadatelem her stal polský Krakov.

## Sporty
| - Atletika - Badminton - Basketbal - Basketbal (3×3) - Box - Cyklistika - BMX - Horská cyklistika | - - Silniční cyklistika - Fotbal - Plážový fotbal - Gymnastika - Sportovní gymnastika - Moderní gymnastika - Skoky na trampolíně | - - Sportovní aerobik - Akrobatická gymnastika - Judo - Karate - Kanoistika - Rychlostní kanoistika - Lukostřelba - Vodní | - - Skoky do vody - Plavání - Synchronizované plavání - Vodní pólo - Stolní tenis - Střelba - Šerm - Sambo | - Taekwondo - Triatlon - Volejbal - Volejbal - Plážový volejbal - Zápas - Zápas ve volném stylu - Zápas řecko-římský |

## Přehled her
| Pořadí | Rok  | Město    | Stát        | Datum zahájení | Datum ukončení | Počet sportů | Počet zápasů | Počet zemí | Počet sportovců | Hlavní dějiště                  |
| ------ | ---- | -------- | ----------- | -------------- | -------------- | ------------ | ------------ | ---------- | --------------- | ------------------------------- |
| I.     | 2015 | Baku     | Ázerbájdžán | 12. červen     | 28. červen     | 20           | 253          | 50         | 5898            | Olympijský stadion              |
| II.    | 2019 | Minsk    | Bělorusko   | 21. červen     | 30. červen     | 16           | 198          | 50         | 4023            | Dinamo Stadium                  |
| III.   | 2023 | Krakov   | Polsko      | 21. červen     | 2. červenec    | 29           | 253          | 48         | 6857            | Městský stadion (Henryk Reyman) |
| IV.    | 2027 | Istanbul | Turecko     |                |                |              |              | 50         |                 | Atatürkův olympijský stadion    |

### Baku 2015
První ročník her se uskutečnil od 12. do 28. června 2015 v Baku. Pouze disciplíny rychlostní kanoistiky se jely v Mingačeviru. Her se účastnilo více než čtyři tisíce sportovců, kteří bojovali ve dvaceti sportech o celkem 253 sad medailí. Čtyři ze sportů (basketball 3×3, plážový fotbal, karate či sambo) nepatří do programu olympijských her. Ve dvanácti dalších (atletice, boxu, cyklistice, judu, lukostřelbě, plavání, stolním tenise, střelbě, taekwondu, triatlonu, volejbale a zápase) se mohli sportovci kvalifikovat na olympijské hry 2016. Her v Baku se účastnilo 129 českých sportovců. Ač Český olympijský výbor očekával zisk medailí, za jejich vybojování nevypsal oproti olympijským hrám žádné finanční prémie.